# Wladimir Nikolajewitsch Semjonow
Wladimir Nikolajewitsch Semjonow (russisch Владимир Николаевич Семёнов; * 8. Februarjul. / 20. Februar 1874greg. in Kislowodsk; † 1. Februar 1960 in Moskau) war ein russisch-sowjetischer Architekt, Stadtplaner und Hochschullehrer.

## Leben
Semjonows Vater Nikolai Sergejewitsch Semjonow war Ethnograph und arbeitete als Militär-Topograph im Nordkaukasus. Seit den 1860er Jahren erforschte er die Geschichte und Traditionen der kaukasischen Völker in Dagestan und Tschetschenien. Er übersetzte die erhaltenen Dokumente ins Russische und veröffentlichte sie in Fachzeitschriften. Er gehörte zu den ersten Erforschern der kaukasischen Hunnen.
Semjonow besuchte 1884–1892 die Wladikawkaser 1. Realschule und studierte dann in St. Petersburg nach bestandener schwieriger Aufnahmeprüfung am Nikolaus-I.-Institut für Zivilingenieure, an dem die technischen und künstlerischen Fächer gleichwertig gelehrt wurden. 1898 schloss er das Studium mit einer Silbermedaille ab. Darauf arbeitete er im Büro des Chefarchitekten von Gattschina Nikolai Dmitrijew.
1899 reiste Semjonow nach Südafrika und kämpfte im Zweiten Burenkrieg als Freiwilliger auf der Seite der Buren. Er lernte Winston Churchill kennen und wurde verwundet. Nach drei Jahren kehrte er unter großen Schwierigkeiten nach Russland zurück.
1902 wurde Semjonow Architekt der Pjatigorsker Verwaltung der Kaukasischen Mineralwässer. Er projektierte diverse Gebäude in den Kurorten im modernen Jugendstil und im Stil des Neoklassizismus. Nach seinem Projekt wurde in Pjatigorsk das größte Hotel Bristol der Stadt gebaut und in Jessentuki das Sanatorium Asau. Für den Emir von Buchara baute er in Schelesnowodsk eine prächtige Datsche, die jetzt ein Sanatorium ist, und eine zweite Datsche Mawretanija in Kislowodsk, die nicht erhalten ist.
1904 gewann Semjonow den Wettbewerb für das Projekt des neuen Opern- und Ballett-Theaters in Jekaterinburg. Ausgeführt wurde der Bau von Konstantin Babykin, der zusammen mit dem Bauingenieur T. I. Remelt alle statischen Berechnungen durchführte und die Bauausführung im Detail plante. Dann überwachte Babykin die Bauarbeiten und übernahm die Bauaufsicht. Auf seine Veranlassung wurde erstmals im Ural Beton für große Bauteile verwendet. Stahlbeton statt Ziegelsteinen für die Gewölbe führten nicht nur zu einer ungewöhnlichen Form des Zuschauerraums, sondern auch zu einer hervorragenden Akustik.
Semjonow arbeitete weiter in Pjatigorsk, heiratete 1904 Alewtina Michailowna Sewostjanowa und bekam die Kinder Swetlana und Wladimir. Aufgrund von Kontakten seiner Frau mit kaukasischen Revolutionären kam sie auf die Regierungsliste der unzuverlässigen Personen, so dass Semjonow mit seiner Familie 1908 nach London emigrierte. Dort wurde die jüngste Tochter Margarita geboren.
Im Ausland verfolgte Semjonow die Architektur-Entwicklung und projektierte weiter Bauten auch für Russland. 1909 gewann er den Wettbewerb für den Bau des Bakteriologischen Instituts der Kaiserlichen Universität Moskau. 1910 nahm  er an der Gründungskonferenz für Stadtplanung des Royal Institute of British Architects teil. In London lernte er das Konzept der Gartenstadt kennen und beteiligte sich am Bau der Letchworth Garden City.
1912 kehrte Semjonow nach Russland zurück und veröffentlichte seine grundlegende Arbeit über Städtebau, in der er für Russland die Entwicklung eines das nördliche  Klima und die räumliche Weite berücksichtigenden Stadttyps forderte. Bereits 1913 bot sich ihm die Möglichkeit, seine Vorstellungen zu realisieren, als anlässlich des 50-jährigen Jubiläums der Moskau-Kasaner Eisenbahn mit dem Bau einer Gartenstadt an einem Haltepunkt bei Ramenskoje begonnen wurde. Der Ausbruch des Ersten Weltkriegs unterbrach den Weiterbau, und nach der Oktoberrevolution wurde das Projekt nicht wieder aufgenommen.
Nach der Oktoberrevolution blieb Semjonow im Lande und setzte seine Arbeit fort. Am Anfang der 1920er Jahre leitete er den Wissenschaftlich-Technischen Rat im Volkskommissariat für Wirtschaft der RSFSR. Er hielt Vorlesungen über Stadtplanung in den höheren künstlerisch-technischen Werkstätten der Technischen Hochschule Moskau und später im Moskauer Architektur-Institut (MArchI). 1923 ernannte ihn der Staatliche Akademische Rat des Volkskommissariats für Bildung der RSFSR zum Professor für Stadtplanung. 1927 gründete er das Büro für Stadtplanung, das 1931 in das Staatliche Institut für Projektierung von Städten Giprogor umgewandelt wurde. Entwickelt wurden Projekte für Astrachan, Kuibyschew, Minsk und Stalingrad. Er beteiligte sich insbesondere an der Planung der Kurort-Erholungszonen in Pjatigorsk, Schelesnowodsk, Jessentuki und Kislowodsk. Ihm war die Erhaltung historischer Bau-Ensembles wichtig, und er beklagte die solche Ensembles zerstörenden Grünflächen in Leningrad und Moskau.
1932 wurde Semjonow Chefarchitekt Moskaus. Er leitete die Architektur- und Planungsverwaltung des Moskauer Stadtsowjet Mossowet. Unter seiner Führung begann eine Gruppe führender Architekten einen Plan zur Entwicklung und Sanierung der Hauptstadt zu erarbeiten. Bald wurde ein Entwurf eines Generalplans für Moskau veröffentlicht. Mit einer Reihe von Fachaufsätzen beschrieb Semjonow sein Konzept einer Agglomeration mit der Hauptstadt in der Mitte, umgeben von einer Kette von Satellitenstädten. Die Moskauer Stadtgrenze sollte der Moskauer Stadtbahnring mit einer unbedingt zu erhaltenden Kette von Stadtparks sein: Sperlingsberge, Serebrjany Bor, Ostankino, Sokolniki u. a. 1935 wurde Semjonows Mitarbeiter Sergei Tschernyschow Semjonows Nachfolger als Chefarchitekt Moskaus (bis 1941). Der Generalplan für die Sanierung Moskaus auf der Grundlage des Entwurfs von Semjonow wurde 1935 beschlossen.
Semjonow wurde Vollmitglied der Akademie der Architektur der UdSSR und leitete 1941–1951 das Forschungsinstitut für Stadtplanung der Akademie.
1938 erhielt Semjonow den Auftrag für ein Projekt zur Entwicklung der Stadt Rostow am Don. Die Planungsarbeiten waren zwei Jahre später abgeschlossen, aber der Deutsch-Sowjetische Krieg verhinderte die Realisierung. Nach dem Krieg griff Semjonow im Rahmen des Wiederaufbaus die alten Pläne wieder auf. Vor dem Krieg trennte die Kette der Industrieanlagen die Stadt vom Fluss. Aufgrund der Zerstörungen konnte er nun frei planen und Wohnviertel mit öffentlichen Gebäuden mit dem Donufer verbinden.
Semjonow behielt seinen Einfluss auf die Fachwelt auch nach dem Tode Stalins. Nach der Reorganisation der Akademie der Architektur durch Chruschtschow wurde Semjonow 1956 zum Ehrenmitglied der neuen Akademie der Bau- und Architekturwissenschaften gewählt.
Semjonow starb, nachdem seine Frau 1958 und sein Sohn Wladimir 1959 gestorben waren, und wurde auf dem Nowodewitschi-Friedhof begraben.
Semjonows Enkelin Natalja Nikolajewna Beloussowa (* 1935) war Architektin und heiratete den Schauspieler Alexander Schirwindt. Semjonows Enkel Wladimir Beloussow (1929–2018) war ebenfalls Architekt. Semjonows Urenkel Nikita Semjonow-Prosorowski (* 1955) ist Schauspieler.

## Ehrungen
- Orden des Roten Banners der Arbeit (1944)
- Medaille „Für heldenmütige Arbeit im Großen Vaterländischen Krieg 1941–1945“
- Ehrenzeichen der Sowjetunion
- Ehrenbürger der Stadt Kislowodsk (1996 postum)

## Werke

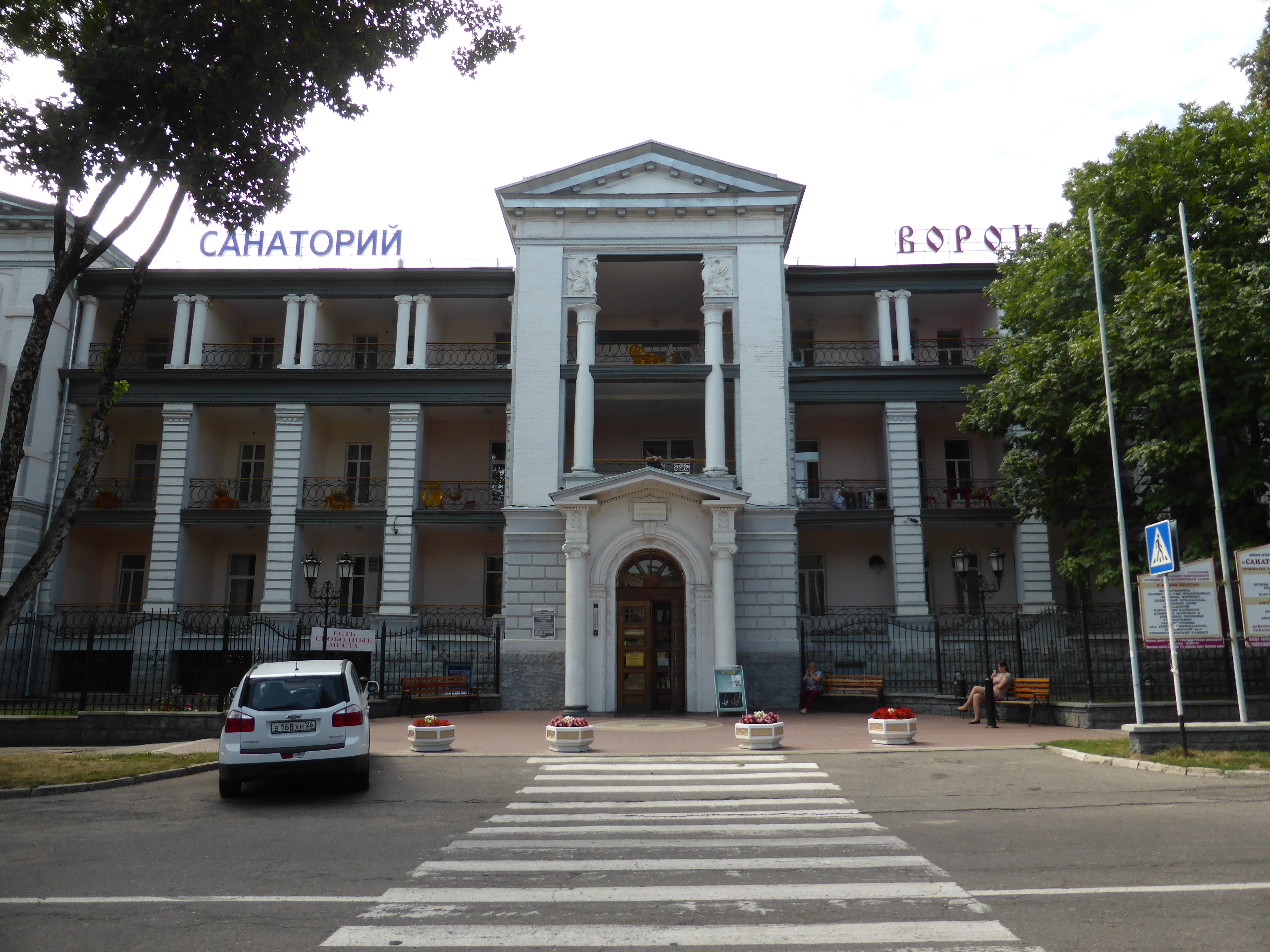
Sanatorium Asau, Jessentuki
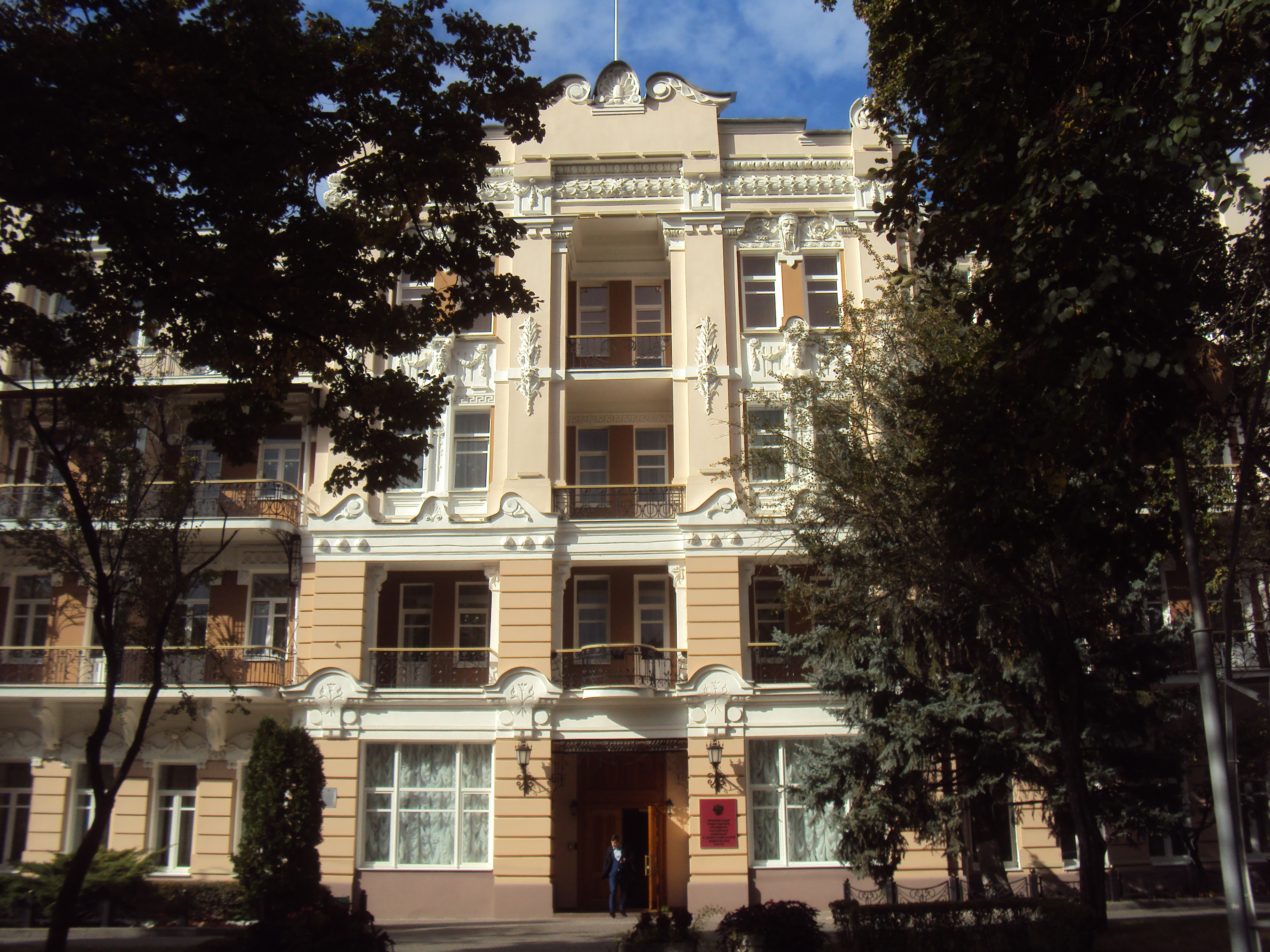
Hotel Bristol, Pjatigorsk
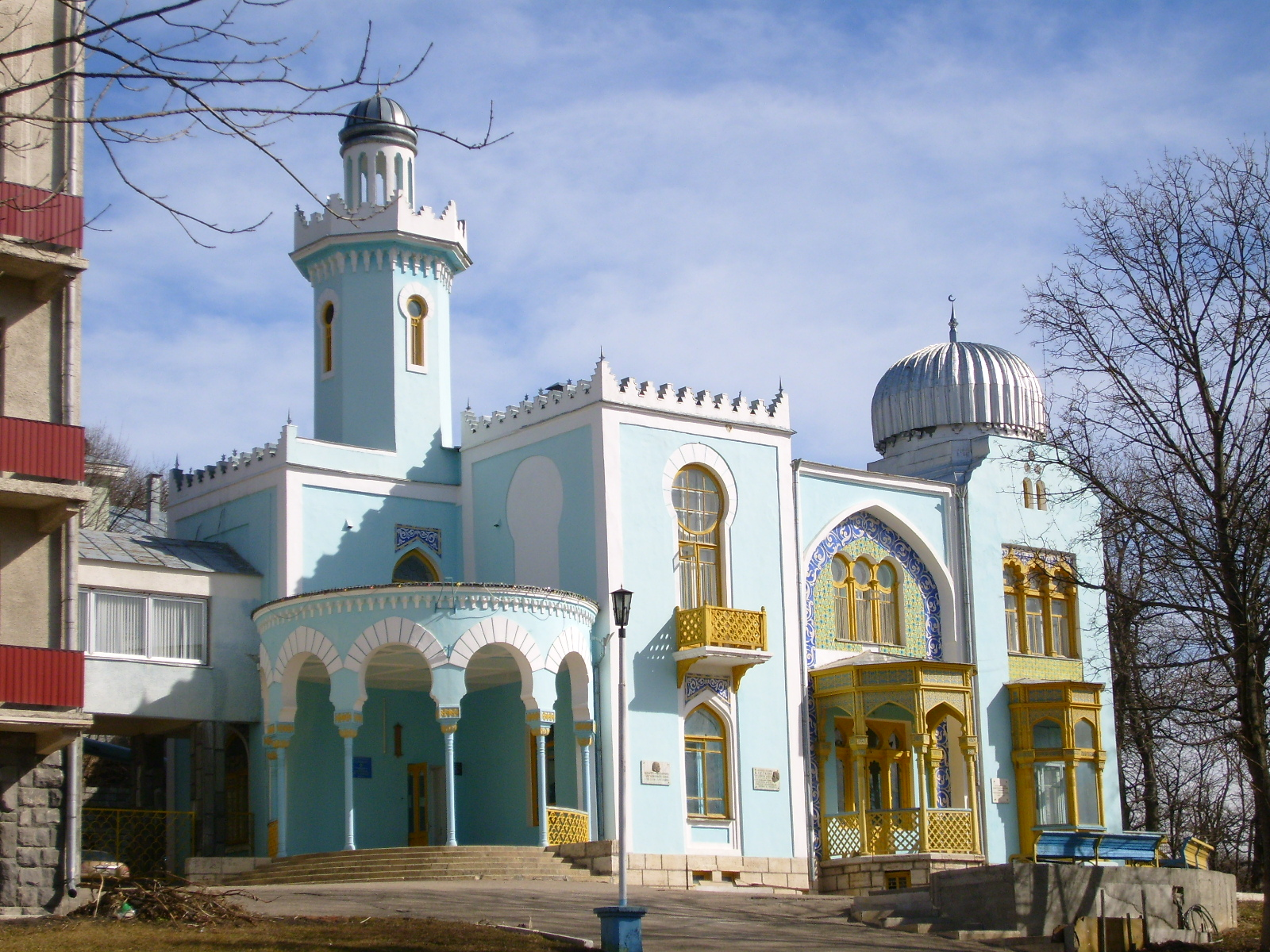
Datsche des Emirs von Buchara, Schelesnowodsk
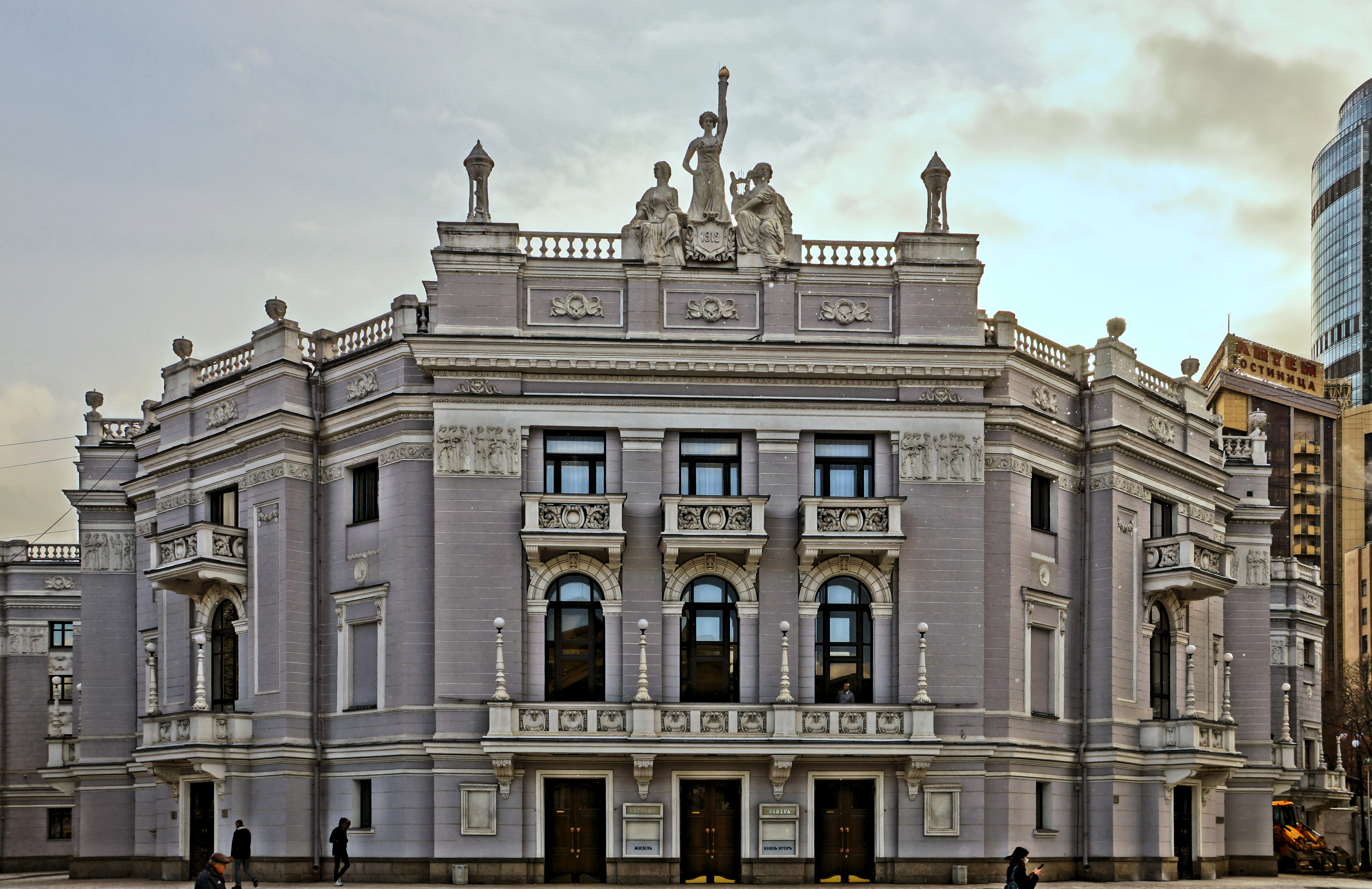
Opern- und Ballett-Theater Jekaterinburg
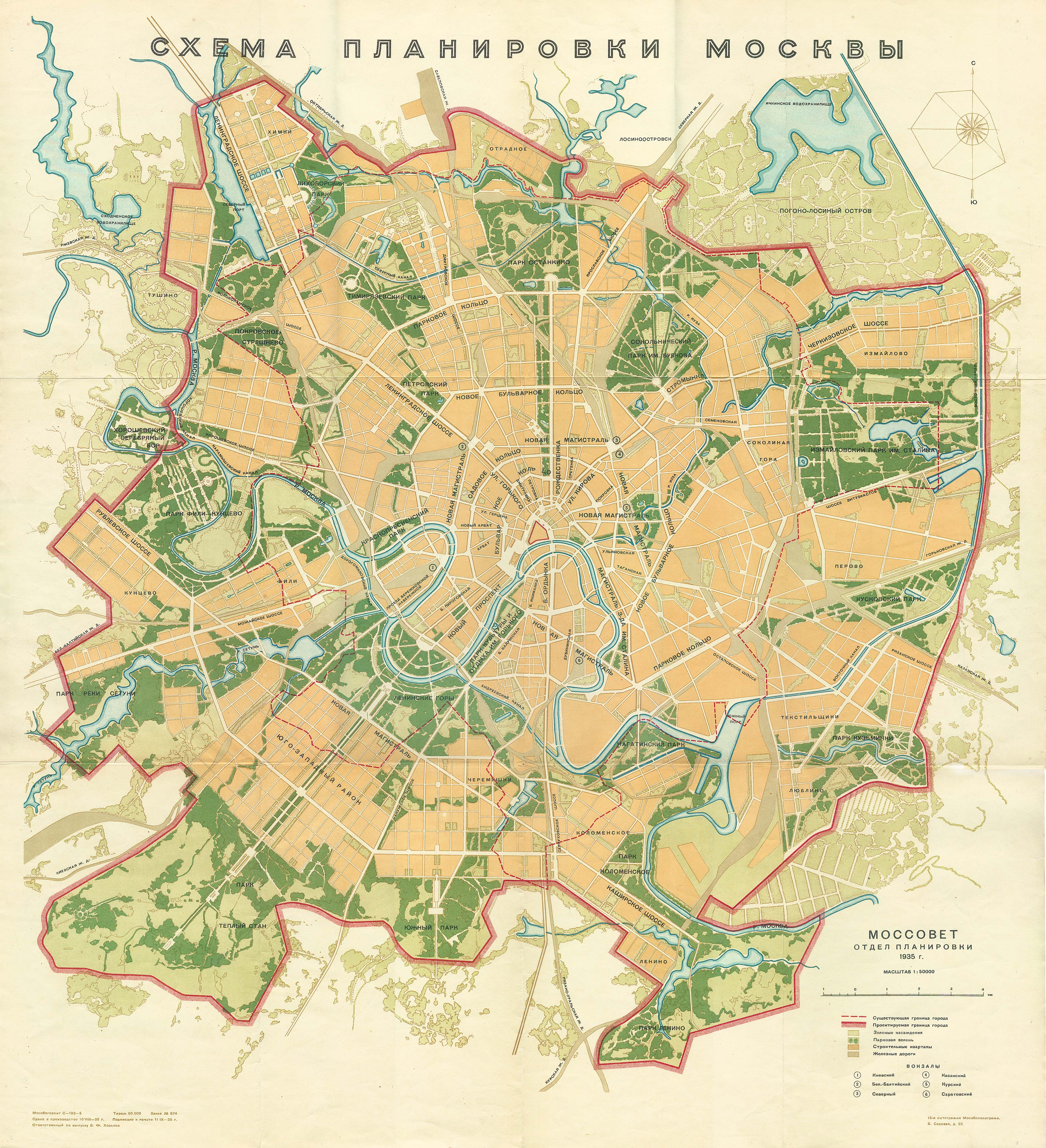
Generalplan Moskaus (1935)